# بيئة الجزيرة العربية
مناخ جزيرة العرب أو بيئة الجزيرة العربية تقع الجزيرة العربية في غرب قارة آسيا وتكون الصحارى ثلاث ارباع الجزيرة العربية.

## المناخ
مناخ الجزيرة العربية هو مناخ قاري، حار صيفا بارد شتاء ومعدل سقوط الأمطار بمتوسط 23 سم/2 سنويا.

## الحيوانات
تعيش في محميات الجزيرة العربية بعض الحيوانات النادرة والمهددة بالانقراض، وبعض الأمثلة على حيوانات الجزيرة العربية هي:
- عناق الأرض
- الظبي العربي
- المها
- الوعل البري

### الغزال العربي
الغزال من الحيوانات النشطة عند الفجر والغروب، ويعيش بعضها في الأودية الجبلية الهادئة، وأخرى في الصحارى الرملية. وتعيش على القليل من النباتات مثل الحشائش، والأعشاب والشجيرات، وفي أوقات الجفاف تتغذى على الشجيرات الصحراوية الجافة. وتندرج الغزلان تحت فصيلة الظباء في عشيرة بقر الوحش.
- الغزال العربي:
- الموطن: أواسط الجزيرة العربية في الأودية الجبلية القاحلة والمناطق الصحراوية والوديان الحصو

أنواع الغزال المستوطنة للجزيرة العربية :
- الريم (غزال الرمال)
- الغزال الآدمي (العربي)
- الغزال العفري
- اليمني (في جبال اليمن)
- الاسم العربي : الريم (غزال الرمال) - الاسم الإنجليزي Goitred Gazelle - الاسم العلمي Gazella Subgutturosa: هو أكبر أنواع الغزلان في المنطقة العربية. ينتمي إلى عائلة البقريات، يتميز بلونه الرملي الباهت وهو أكبر حجمًا من الغزال العفري والغزال العربي. يصل ارتفاع الجسم عند مستوى الكتف 60 - 70 سم، ووزنه من 30 - 40 كجم، وطول الجسم الكلي من 95 - 120 سم، وطول الأذن 11 - 13 سم وطول قرون الذكور 20-30 سم ولها شكل قيثاري. للإناث قرون قصيرة ورفيعة طولها 10سم وقوائمه وبطنه أبيض اللون، كما أن الخطوط الموجودة على الوجه والخاصرتين غير واضحة. وهو أكثر تحملاً للجو الحار من الغزال الآدمي والعفري.
- الاسم العربي : الغزال الآدمي (العربي) - الاسم الإنجليزي Mountian Gazelle - الاسم العلمي Gazella Gazella:

نجد أنها أكثر رشاقة، وله عيون واسعة ذات حلقات، ويصل ارتفاع الجسم عند مستوى الكتف 16 سم ووزنه من 25-30 كجم، ولونه أحمر بني على الأجزاء العليا من الجسم ووجود علامات واضحة على الوجه، وشريط داكن اللون على الخاصرتين، وأثناء الحركة والقفز من مكان لآخر يظهر بوضوح هذا الشريط. كما أن له ذيل أسود ويكون الذكر أجمل من الأنثى. ويمتلك الذكر قرونًا منحنية إلى الخلف وذات شكل قيثاري، ويتراوح طولها من 15-20 سم. وتمتلك إناث الغزال الآدمي (العربي) قرونًا قصيرة يبلغ طولها 5 سم، ويستخدم الذكر القرون الحادة في العراك العنيف بين منافسيه من الذكور، وذلك لفرض سيادته على قطيع الإناث وطرد باقي الذكور بعيدًا عن مقاطعته التي يعيش فيها
- الاسم العربي : الغزال العفري - الاسم الإنجليزي Dorcas Gazelle - الاسم العلمي Gazella Dorcas:

نجد أنه أصغر الأنواع الثلاثة، فهو أصغر في حجم الجسم، ويصل ارتفاع الجسم عند مستوى الكتف حوالي 55 سم، ويتراوح وزنه بين 20 - 23 كجم، لونه فاتح، لا يوجد على خاصرتيه الشريط البني الذي يميّز الغزال العربي. كما أن قرون الذكر العفري أطول من قرون الغزال العربي، وطولها حوالي 25-30 سم مستقيمة الشكل، بخلاف القرون القيثارية عند الغزال العربي. ويعيش الغزال العفري في المناطق الغربية والشمالية من المملكة العربية السعودية، وقطر والكويت، وعمان
افتتان الشعراء بالغزال
- موطنه:

يوجد ما يقرب من 15 نوعا من الغزلان 
تعيش في على مساحات شاسعة شمالي وشرقي أفريقيا وآسيا
ويعيش بعض الغزلان في الجبال
ولكن معظمها تعيش في الأرض الرملية المنبسطة
- الوصف :

للغزال عينان واسعتان سوداوان..
وللذكور والإناث قرون سوداء ملساء.. 
ومنها ماله قرنان بحلقات متدرجة حولهما.. 
وعادة ما يكون القرنان على شكل حدوة الحصان.. 
وللغزال أذنان طويلتان نحيلتان مدببتان، وذيل قصير.. وشعره قصير وناعم.. 
وعلى ركب بعض الغزلان خصل شعر. 
ويميل لون ظهر غزال طومسون إلى البني الفاتح ويتدرج إلى خطوط بنية داكنة على الخاصرة..
ويكون لون البطن أبيض خالصا.. 
والغزال عداء سريع، وتستطيع بعض الغزلان أن تسبق حتى الكلب السلوقي الهجرع..
ويبلغ ارتفاع الغزال البني الفاتح المشهور وما يسمى أحيانا بغزال دور كاس..
أو أريل.. أقل من 60 سم
ويعيش في الصحاري من شرق المغرب إلى أواسط الهند وجنوبا إلى الصومال.. 
حيث النباتات متناثرة وقصيرة.
الغزال والانقراض :
يقتل الصيادون الذين يتجاهلون قوانين الصيد المئات من الغزلان سنويا
بينما يرى المنادون بحماية البيئة أن منع اصطياد الغزال 
يمكن أن يحفظ بعض أنواعه من الانقراض. 
وفي المملكة العربية السعودية ودول الخليج 
وبعض الدول العربية تلقى محميات الغزال اهتماما متزايدا
وتسعى هيئة حماية الحياة الفطرية والبيئية 
إلى انماء الأنواع خوفا عليها من الانقراض
خاصة وهو من الحيوانات التي لها تاريخ عربي طويل 
في منطقة شبه الجزيرة العربية التي تعد مرعى طبيعيا لمثل هذه الحيوانات النادرة..
أنواع الغزال :
الغزال الأحمر – غزال الأريل - الغزال الشائك القرن - غزال طومسون - غزال المسك..
والعرب قديما عشقوا الغزال ومنحوه أحلى التسميات التي كانت تستعمل في تلك الفترة 
وما زالت لرقتها وعذوبتها وسهولة وقعها على الأذن، مثل : رشا وريم وغيرها.. 
إنها تسميات عربية جميلة موسيقية، لا تمنح إلا للذي يستحقها..
والغزال وحده بين هذه الحيوانات يستحقها، فهو الحيوان العربي الأجمل والأرشق 
والأذكى والأكثر تواضعًا بين كل حيوانات المنطقة.. 
وفوق كل ذلك فله كبرياء لا يضاهيه فيها أي حيوان آخر.. 
فإذا كان الأيل هو ملك حيوانات الغابة الأوروبية لشكله وتفرع قرونه 
التي تظهر وكأنها تاج على رأسه.. 
وإذا كان الأسد هو الملك لحيوانات غابات أفريقيا لهيبته وضراوته.. 
فإن الغزال هو الفارس والأمير المسالم بين الحيوانات التي تعيش في منطقتنا العربية..
ومن شدة إعجاب العرب بهذا الحيوان الرشيق، فقد أطلقوا بعضًا من مرادفات أسمائه..
على بناتهم مثل ريم، رشا، ظبية، غزالة وغيرها، وهناك أيضا مدينة «أبو ظبى»..
التي سميت بهذا الاسم تخليدا لكثرة الظباء التي كانت توجد فيها قديمًا.. 
ولم تطلق العرب الشعر والأمثال على هذه الحيوانات فحسب..
وإنما صنفتها أيضًا وأعطتها الأسماء اللائقة بها تبعًا لألوانها وأماكن وجودها.. 
يقول الدميري في كتابه (حياة الحيوان الكبرى)
إن الظباء مختلفة الألوان، وهي على ثلاثة أصناف : 
- صنف الآرام وهي ظباء بيض خالصة البياض، الواحد منها ريم، ومساكنها الرمال.
- صنف العُفر (بالضم) ولونها العفرة، وهي البياض المشوب بالحمرة، الواحد منها أعْفَر أو الأعفر.. وهي تسكن المرتفعات والأرض الصلبة وهي أضعف الظباء عدوًا.
- صنف الآدم (بضم وسكون) ولونها الأدمة أي السمرة، الواحد منها آدم طوال العناق والقوائم..

ويتطابق هذا التصنيف مع التصنيف العلمي الحديث للغزلان الموجودة

## النباتات
بعض البناتات موطنها الأصلي شبه الجزيرة العربية، مثل:
- العنصل
- الفرسك الفركس
- الكحيل
- الزهر